# Sansom Park
Sansom Park är en ort i Tarrant County i Texas.  Vid 2010 års folkräkning hade Sansom Park 4 686 invånare.